# Hilde Synnøve Lid
Hilde Synnøve Lid (18 marzo 1971) è un'ex sciatrice freestyle norvegese, specialista dei salti.

## Biografia
Alle Olimpiadi di Lillehammer 1994 arrivò terza nella gara dei salti.

## Palmarès

### Olimpiadi
- 1 medaglia:
  - 1 bronzo (salti a Lillehammer 1994)